# Sender Quimerch
Der Sender Quimerch ist eine Mittelwellensendeanlage des französischen Unternehmens TDF in der Ortschaft Quimerch, die seit 1965 zur Gemeinde Pont-de-Buis-lès-Quimerch in der Bretagne in der Nähe von Brest gehört.
Heute besteht die Sendeanlage nur noch aus einem 120 Meter hohen abgespannten Stahlfachwerkturm aus dem Jahr 1949. Über diesen wird seit 2002 das Programm France Info auf der Frequenz 1404 kHz mit einer Leistung von 20 kW ausgestrahlt. Ein anderer, ebenfalls 120 Meter hoher abgespannter Stahlfachwerkturm, der noch bis 1997 das Programm France Inter auf der Frequenz 1071 kHz ausstrahlte, wurde 2008 abgebaut.